# Kanton Antibes-Biot
Kanton Antibes-Biot (fr. Canton d'Antibes-Biot) je francouzský kanton v departementu Alpes-Maritimes v regionu Provence-Alpes-Côte d'Azur. Tvoří ho dvě obce.

## Obce kantonu
- Antibes (část)
- Biot